# Jason Davidson
Jason Davidson (Melbourne, 29 de junio de 1991) es un futbolista australiano que juega en la demarcación de lateral para el Melbourne Victory F. C. de la A-League.

## Biografía
En 2009, y con 18 años, debutó como futbolista en el Hume City FC de su país. Jugó durante un año, hasta que finalmente se fue al FC Paços de Ferreira en Portugal. Aunque jugó durante dos temporadas, tan sólo disputó cinco partidos, llegando a la final de la Supercopa de Portugal en 2010 y de la Copa de la Liga de Portugal en 2011. Así que al final de la temporada 2010/2011 se fue en calidad de cedido al SC Covilhã para gozar de más minutos. Finalmente en 2012 fichó por el Heracles Almelo, donde jugó por dos años. Posteriormente, tras un breve paso por el West Bromwich Albion, el 26 de junio de 2015, el Huddersfield Town anunció su fichaje.

## Selección nacional
Fue convocado por primera vez para la selección de fútbol de Australia el 15 de agosto de 2012, siendo elegido para el partido amistoso contra Escocia. Entró al terreno de juego al principio de la segunda parte, haciendo un autogol al intentar despejar la pelota de cabeza. Fue elegido como uno de los 23 jugadores que disputarían la Copa Mundial de fútbol de 2014 para representar a la selección de fútbol de Australia bajo las órdenes de Ange Postecoglou.

## Clubes
| Club                              | País          | Año       | Partidos | Goles |
| --------------------------------- | ------------- | --------- | -------- | ----- |
| Hume City FC                      | Australia     | 2009      | 16       | 2     |
| F. C. Paços de Ferreira           | Portugal      | 2009-2011 | 5        | 0     |
| S. C. Covilhã (cedido)            | Portugal      | 2011      | 14       | 0     |
| Heracles Almelo                   | Países Bajos  | 2012-2014 | 51       | 2     |
| West Bromwich Albion F. C.        | Inglaterra    | 2014-2015 | 2        | 0     |
| Huddersfield Town A. F. C.        | Inglaterra    | 2015-2016 | 31       | 1     |
| F. C. Groningen (cedido)          | Países Bajos  | 2016-2017 | 22       | 0     |
| H. N. K. Rijeka                   | Croacia       | 2017-2018 | 1        | 0     |
| N. K. Olimpija Ljubljana (cedido) | Eslovenia     | 2018      | 14       | 1     |
| Perth Glory F. C.                 | Australia     | 2018-2019 | 28       | 2     |
| Ulsan Hyundai F. C.               | Corea del Sur | 2019-2021 | 11       | 0     |
| Melbourne Victory F. C.           | Australia     | 2021-2022 | 28       | 2     |
| K. A. S. Eupen                    | Bélgica       | 2022-2024 | 63       | 1     |
| Panserraikos                      | Grecia        | 2024-2025 | 29       | 1     |
| Melbourne Victory F. C.           | Australia     | 2025-     |          |       |